# Исходный текст
О компьютерном термине см. Исходный код.
Исходный текст — это текст (иногда устная речь), из которого извлекаются информация или идеи. При переводе исходный текст — это оригинальный текст, который необходимо перевести на другой язык.

## Описание
В историографии обычно различают три типа источников:

### Первичные
Первоисточники — письменные свидетельства из первых рук, сделанные кем-то из присутствовавших во время события. Они рассматриваются как источники, наиболее близкие к оригиналу изучаемой информации или идеи. Утверждается, что эти типы источников предоставляют исследователям «прямую, непосредственную информацию об объекте исследования». Первичные источники — это источники, которые, как правило, записываются кем-то, кто участвовал, был свидетелем или переживал событие. Это также обычно авторитетные и основополагающие документы по рассматриваемому вопросу. Это включает опубликованные оригинальные отчеты, опубликованные оригинальные работы или опубликованные оригинальные исследования. Они могут содержать оригинальные исследования или новую информацию, ранее нигде не публиковавшуюся. Их отличают от вторичных источников, которые часто цитируют, комментируют или основываются на первичных источниках. Они служат оригинальным источником информации или новых идей по теме. Однако первичный и вторичный — это относительные термины, и любой данный источник может быть классифицирован как первичный или вторичный, в зависимости от того, как он используется. Физические объекты также могут быть первоисточниками.

### Вторичные и третичные
Вторичные источники — это письменные рассказы об истории, основанные на свидетельствах из первоисточников. Это источники, которые обычно представляют собой отчеты, работы или исследования, в которых анализируются, ассимилируются, оцениваются, интерпретируются и / или синтезируются первоисточники. Они не являются авторитетными и являются дополнительными документами по рассматриваемой теме. Эти документы или люди резюмируют другой материал, обычно первичный исходный материал. Это ученые, журналисты и другие исследователи, а также статьи и книги, которые они выпускают. Сюда входят опубликованные учётные записи, опубликованные работы или опубликованные исследования. Например, книга по истории, основанная на дневниковых и газетных записях.
Третичные источники — это компиляции, основанные на первичных и вторичных источниках. Это источники, которые обычно не попадают в два вышеупомянутых уровня. Они состоят из обобщенного исследования конкретной рассматриваемой темы. Третичные источники также анализируются, ассимилируются, оцениваются, интерпретируются и / или синтезируются из вторичных источников. Это не официальные документы, а лишь дополнительные документы по рассматриваемому вопросу. Они часто предназначены для представления известной информации в удобной форме, не претендующей на оригинальность. Типичные примеры — энциклопедии и учебники .
Различие между первоисточником и вторичным источником является стандартным в историографии, в то время как различие между этими источниками и третичными источниками является более второстепенным и имеет большее отношение к научной исследовательской работе, чем к самому опубликованному содержанию.

## При переводе
При переводе исходный текст (ST) — это текст, написанный на данном исходном языке, который должен быть переведен или был переведен на другой язык. Согласно определению перевода Джереми Мандей, "процесс перевода между двумя разными письменными языками включает в себя изменение оригинального письменного текста (исходного текста или ST) на оригинальном словесном языке (исходный язык или SL) в письменный текст (целевой текст или TT) на другом устном языке (целевой язык или TL) ". Термины «исходный текст» и «целевой текст» предпочтительнее, чем «оригинал» и «перевод», потому что они не содержат положительной и отрицательной коннотации.
Ученые-переводчики, в том числе Юджин Нида и Питер Ньюмарк, представили различные подходы к переводу как относящиеся к категориям, ориентированным на исходный или целевой текст.